# Giez
Giez je obec na západě Švýcarska v kantonu Vaud. Žije zde 410 obyvatel.

## Geografie
Giez leží v nadmořské výšce 529 m, vzdušnou čarou 4 km severozápadně od okresního města Yverdon-les-Bains. Obec se nachází na mírně jižním svahu náhorní plošiny na jižním úpatí Jury, mezi údolím řeky Arnon a západním břehem Neuchâtelského jezera.
Území obce o rozloze 4,8 km² pokrývá část jižního úpatí Jury. Na jihu oblast zasahuje do nížin potoka Le Grandsonnet a na západě až k lesní oblasti Bois des Tassonnières. Na severu se území obce rozprostírá po otevřeném svahu až k lesnatému kopci Le Miriau, kde dosahuje nejvyššího bodu obce ve výšce 613 m n. m. V severní části se nachází lesní porosty, které jsou součástí obce. Severně od tohoto kopce se nachází les Bois de la Râpe, který pokrývá jižní stranu údolí Arnon. Tok řeky Arnon tvoří severní hranici města Giez. V roce 1997 bylo 6 % rozlohy obce pokryto zastavěnou plochou, 36 % lesy a lesními porosty a 58 % zemědělstvím.
K obci Giez patří nové sídliště Petit Montborget (565 m n. m.) severně od obce a několik samostatných farem. Sousedními obcemi jsou Fiez, Fontaines-sur-Grandson, Grandson, Novalles, Orges, Valeyres-sous-Montagny a Vugelles-La Mothe. Celá obec je součástí Švýcarského kulturního dědictví.

## Historie
Oblast obce byla osídlena již v římské době, což dokládá nález pozůstatků villy. Objeveno bylo také burgundské pohřebiště. První písemná zmínka o obci pochází z roku 1011 a nese název Gies. Později se objevila řada dalších zápisů: Gizium (1100), Giei a Gis (1154), Gyz (1179), poprvé Giez (1199), Giacum (1297) a Gye (1364). Název místa se odvozuje od galorománského Gaiacum („dvůr Gaia“).
Ve středověku vlastnilo pozemky v Giez cisterciácké opatství Haut-Crêt a klášter Romainmôtier. Šlechtici z Giez jsou doloženi od 12. století. Obec později patřila k panství Grandson a v roce 1476 sloužila Karlu Smělému jako vojenský tábor před bitvou u Grandsonu. Po roce 1476 se Grandson stal poddanským městem pod společným panstvím Bernu a Fribourgu. Po pádu Staré konfederace patřila obec v letech 1798–1803 v období Helvétské republiky ke kantonu Léman, který byl po vstupu v platnost mediační ústavy začleněn do kantonu Vaud.

## Obyvatelstvo
95,1 % obyvatel hovoří francouzsky, 3,5 % německy a 0,6 % albánsky (stav v roce 2000). V roce 1850 žilo v Giez celkem 294 obyvatel a v roce 1900 289 obyvatel. Po období vystěhovalectví (211 obyvatel v roce 1950) došlo zejména v posledních letech k výraznému nárůstu počtu obyvatel.

## Hospodářství
Až do poloviny 20. století byla obec Giez charakteristická především zemědělstvím. Díky úrodné půdě na náhorní plošině Giez je zde dosud důležité zemědělství (orná půda) a pěstování zeleniny. Pracovní místa jsou také v místních malých podnicích. V posledních desetiletích se Giez vyvinul v rezidenční obec. Mnoho pracujících proto dojíždí za prací především do nedalekého Yverdonu.

## Doprava
Obec se nachází mimo hlavní dopravní tahy, ale je snadno dostupná po kantonálních silnicích z Yverdonu nebo Grandsonu. Nejbližší napojení na dálnici A5 (Yverdon–Neuchâtel) je vzdáleno asi 4 km od centra obce. Giez je napojen na síť veřejné dopravy prostřednictvím linky Postbus z Yverdonu do Novalles.

## Fotogalerie

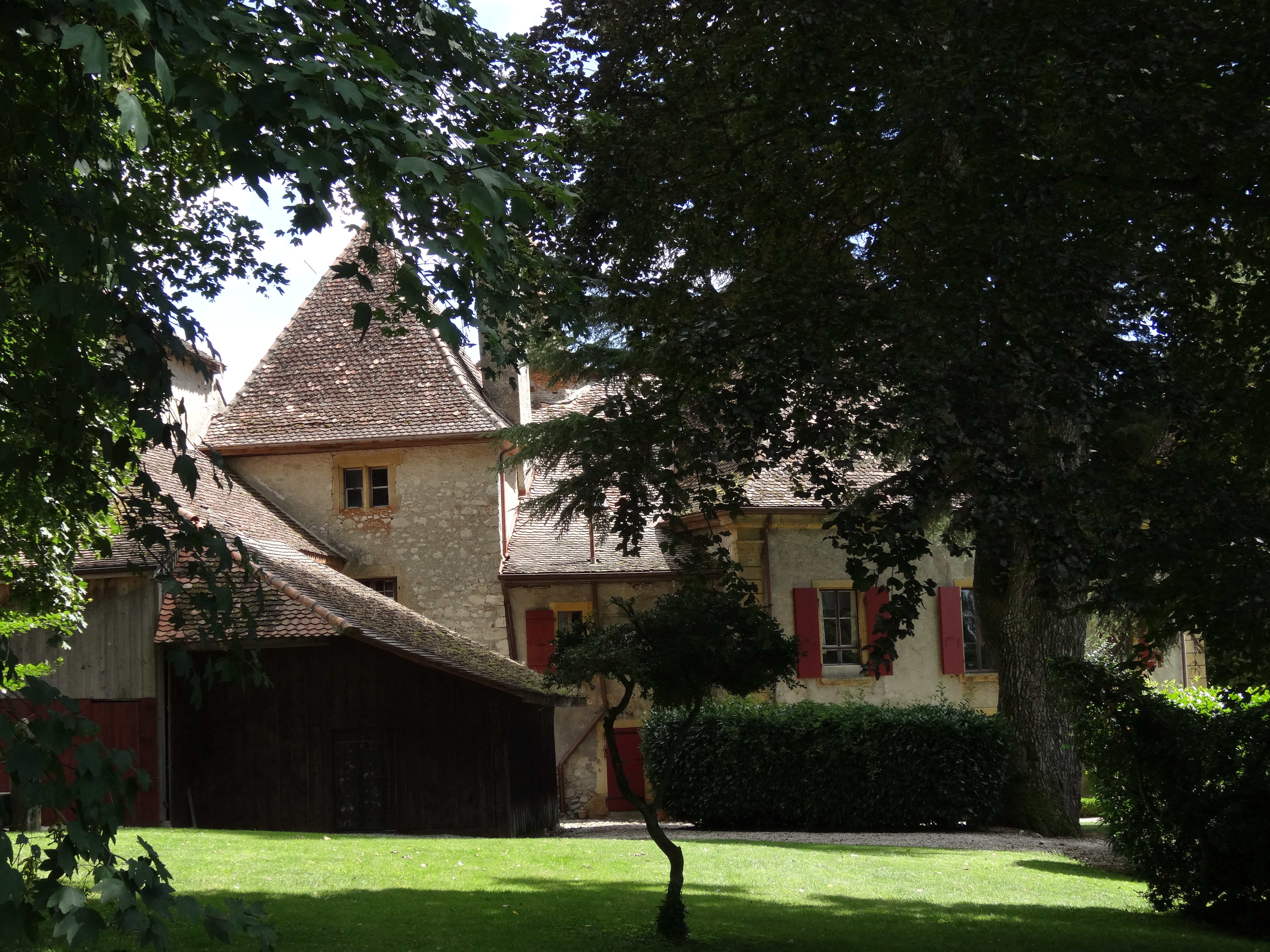
Hrad
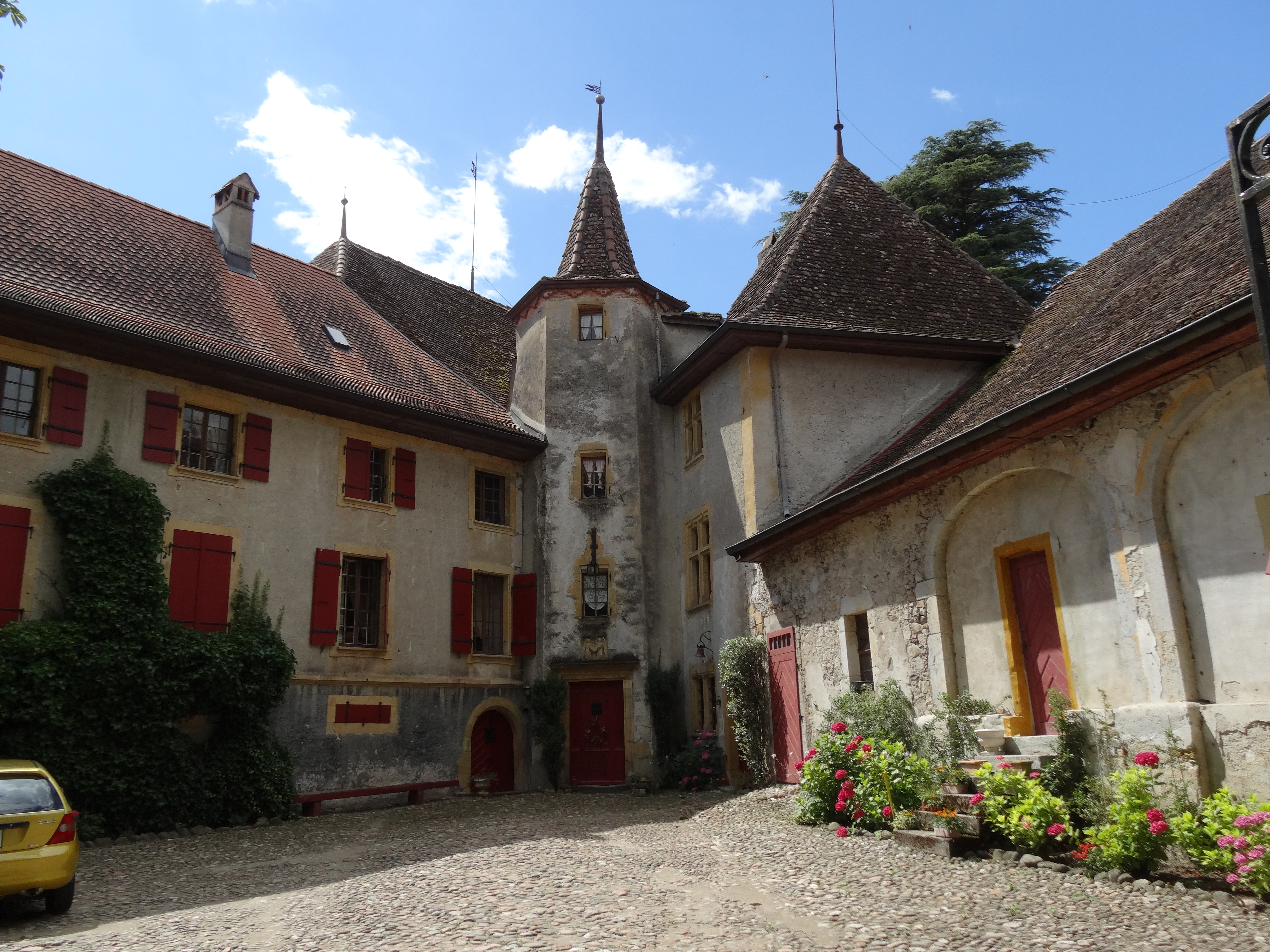
Nádvoří hradu
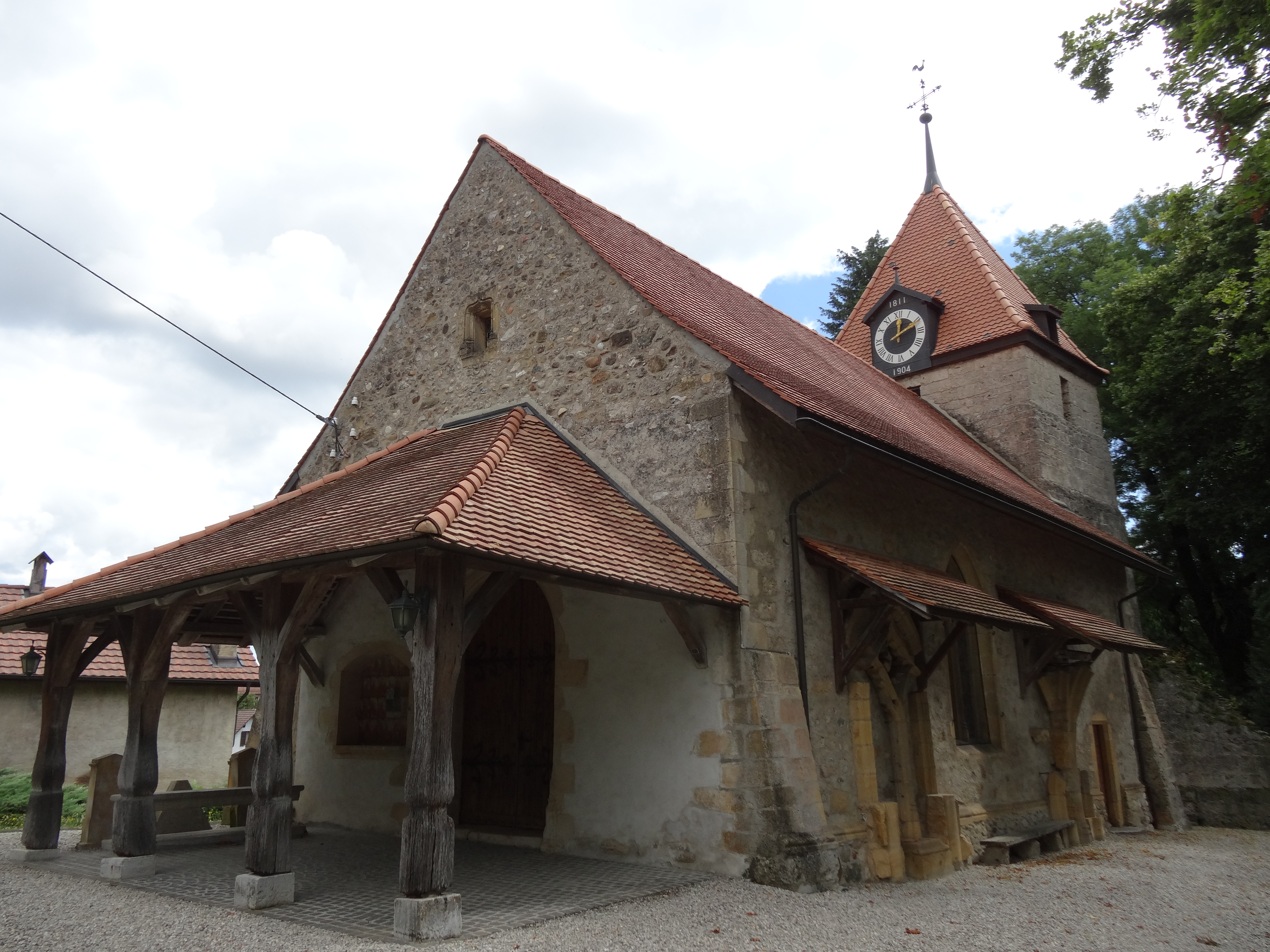
Kostel sv. Jana Křtitele